# Chropov
Chropov je naseljeno mjesto u okrugu Skalica u Trnavskom kraju u Slovačkoj.

## Stanovništvo
| Godina:     | 1993. | 2003.   | 2013.   | 2023.   |
| ----------- | ----- | ------- | ------- | ------- |
| Broj ljudi: | 358   | 364     | 386     | 373     |
| Razlika:    |       | +1,67 % | +6,04 % | -3,36 % |

| Godina:     | 2022. | 2023.   |
| ----------- | ----- | ------- |
| Broj ljudi: | 376   | 373     |
| Razlika:    |       | -0,79 % |

Prema podacima o broju stanovnika iz 2023. godine naselje je imalo 373 stanovnika.

## Vanjske poveznice
|  | Zajednički poslužitelj ima još gradiva o temi Chropov |

- Službena stranica naselja (sl.)